# 양산 박제상 유적. 효충사
양산 박제상 유적. 효충사(梁山 朴堤上 遺蹟. 孝忠祠)는 대한민국 경상남도 양산시 상북면 소토리에 있는, 신라시대 만고 충신 박제상의 생가로 구성된 사당이다. 1988년 12월 23일 경상남도의 기념물 제90호 박제상 유적. 효충사으로 지정되었다가, 2018년 12월 20일 현재의 명칭으로 변경되었다.

## 개요
신라시대 만고 충신 박제상의 생가로 구성되고 있으며, 사당 안에는 박제상공과 그의 아들 백결선생의 초상화가 모셔져 있다. 사당 앞에는 박제상의 업적을 적은 효충사 석비가 세워져 있다.
박제상의 호는 관설당(觀雪堂)이며 신라 시조 박혁거세의 후손으로 눌지왕 2년(418)에 고구려에 들어가 볼모로 잡혀 있던 왕제(王弟) 복호(卜好)를 데려오고, 다시 일본으로 건너가 역시 볼모로 잡혀 있던 왕제(王弟) 미사흔(味斯欣)을 계교로 탈출시키고 자신은 스스로 잡히는 몸이 되었다. 왜왕은 제상을 모질게 고문 하면서 신하로 삼으려 했으나 제상은 이에 굴하지 않고 "계림의 소, 돼지가 될지언정 너희 나라의 신하는 되지 않겠다"라는 단호함에 왜왕도 제상의 죽음을 두고 안타까워했다고 전해진다.

## 참고 문헌
- 박제상유적효충사 - 국가유산청 국가유산포털